# Jakub Rzeźniczak
Jakub Rzeźniczak (Łódź, Polonia, 26 de octubre de 1986) es un futbolista polaco.

## Carrera
Al principio de su carrera jugó como defensa central, aunque posteriormente se decantó por jugar como lateral defensivo. Entre 2004 y 2006 jugó con el Legia de Varsovia, donde fue titular en cerca de doscientos partidos y llegó a encajar 11 tantos, antes de ser cedido al Widzew Łódź en 2006. Regresó al Legia en 2008, pasando a ser titular regular desde entonces, además de ser segundo capitán del equipo tras Ivica Vrdoljak. Después de haber servido durante trece años dentro del Legia y convertirse en el cuarto jugador con mayor número de presencias dentro de la entidad polaca, Rzeźniczak se marchó en la temporada 2017/18 al FK Qarabağ de la Liga Premier de Azerbaiyán, regresando a Polonia en 2019 para competir en la Ekstraklasa esta vez defendiendo los colores del Wisła Płock.
Entre los años 2023 y 2024, fue futbolista para el club Kotwica Kołobrzeg. En 2025 anunció su incorporación al Stal Kraśnik de la IV Liga polaca, quinta categoría del fútbol polaco.

## Carrera internacional
Rzeźniczak era un miembro regular de la selección polaca sub-21. Fue convocado para disputar un partido amistoso con la selección absoluta de Polonia el 14 de diciembre de 2008 ante Serbia. Actualmente ha disputado nueve partidos como titular con la selección polaca.

## Palmarés
Legia Varsovia
- Ekstraklasa (5): 2005/06, 2012/13, 2014/15, 2015/16, 2016/17.
- Copa de Polonia (6): 2007/08, 2010/11, 2011/12, 2012/13, 2014/15, 2015/16.
- Supercopa de Polonia (1): 2008/09.

Qarabağ FK
- Liga Premier de Azerbaiyán (2): 2017/18, 2018/19.